# Linia kolejowa Wyrica – Posiołok
Linia kolejowa Wyrica – Posiołok – linia kolejowa w Rosji łącząca stacje Wyrica ze ślepą stacją Posiołok. Zarządzana jest przez region petersbursko-witebski Kolei Październikowej (część Kolei Rosyjskich). 
Linia w całości położona jest na terenie osiedla typu miejskiego Wyrica, w obwodzie leningradzkim. Na całej długości jest zelektryfikowana i jednotorowa.